# Oculina diffusa
Oculina diffusa là một loài san hô trong họ Oculinidae. Loài này được Lamarck mô tả khoa học năm 1816.